# قائمة حكام العراق بعد الحرب العالمية الأولى
قائمة حكام العراق بعد الحرب العالمية الأولى تأسست الدولة العراقية الحديثة بعد الحرب العالمية الأولى. وكانت ثورة العشرين من العوامل الرئيسية التي ادت إلى إنشاء الدولة.
يبدا التاريخ السياسي الحديث لدولة العراق عام 1921 بتاسيس المملكة العراقية، وكان الحكم فيها وراثيا. وفي 1958 انهى انقلاب عسكري الحكم الملكي وأعلنت الجمهورية العراقية التي وصل معظم حكامها قبل الاحتلال الأمريكي للعراق عام 2003 بواسطة الانقلابات العسكرية.
بعد 2003 أصبح رئيس الجمهورية العراقية يصل إلى منصبه بأنتخابه من أعضاء مجلس النواب.

## المملكة العراقية (1921–1958)
| الاسم             | مدة الحكم                                | صورة | الميلاد          | الزوجة                                               | الوفاة              | خلفه                                 |
| ----------------- | ---------------------------------------- | ---- | ---------------- | ---------------------------------------------------- | ------------------- | ------------------------------------ |
| الملك فيصل الأول  | 21 آب 1921 - 8 أيلول/سبتمبر 1933         |      | 20 مايو 1883     | الملكة حزيمة                                         | 8 أيلول/سبتمبر 1933 | إبنه                                 |
| الملك غازي الاول  | 8 أيلول/سبتمبر 1933 - 4 نيسان/أبريل 1939 |      | 1912             | الملكة عالية                                         | 4 أبريل 1939        | ابن عمه                              |
| الامير عبد الإله  | 4 نيسان/أبريل 1939 - 2 أيار/مايو 1953    |      | 1913             | تزوج 3 مرات الاميرة ملك. الاميرة فوزية. الاميرة هيام | قتل في 14 تموز 1958 | ابن اخته الملكة عالية                |
| الملك فيصل الثاني | 2 أيار/مايو 1953 - 14 تموز 1958          |      | 2 أيار/مايو 1935 | خطيب الاميرة فاضلة. لم يتزوج                         | قتل في 14 تموز 1958 | انتهاء العهد الملكي وبداية الجمهورية |

## الجمهورية العراقية 1958-الآن
الأحزاب
| مستقل                                |                                       | عسكري                     |  |  |
| حزب الاتحاد الاشتراكي العربي العراقي | حزب البعث العربي الاشتراكي قطر العراق | الاتحاد الوطني الكردستاني |  |  |

| رقم | الأسم                                                           | صورة | الولادة - الوفاة | تَسلم المَنصب                | ترك المَنصب                   | الملاحظات                                                                                               |
| --- | --------------------------------------------------------------- | ---- | ---------------- | -------------------------- | ---------------------------- | --- |
| 1   | محمد نجيب الربيعي رئيس مجلس السيادة                             |      | 1904–1965        | 14 يوليو 1958              | 8 فبراير 1963                | اعفي من منصبه على اثر حركة 8 شباط 1963                                                                  |
| 2   | عبد السلام عارف رئيس الجمهورية العراقية                         |      | 1921–1966        | 8 فبراير 1963              | 13 أبريل 1966                | توفي في منصبه اثر تحطم طائرته المروحية                                                                  |
| —   | عبد الرحمن البزاز قائم باعمال رئاسة الجمهورية                   |      | 1913–1973        | 13 نيسان/أبريل 1966        | 16 أبريل 1966                | سلم السلطة إلى الرئيس المنتخب عبد الرحمن عارف                                                           |
| 3   | عبد الرحمن عارف رئيس الجمهورية العراقية                         |      | 1916–2007        | 16 نيسان/أبريل 1966        | 17 تموز1968                  | اجبر على التنحي في اعقاب ثورة 17 تموز 1968                                                              |
| 4   | أحمد حسن البكر رئيس الجمهورية العراقية                          |      | 1914–1982        | 17 تموز/يوليو 1968         | 16 تموز/يوليو 1979           | استقال بسبب مرضه، وقيل بضغوط من نائب مجلس قيادة الثورة صدام حسين                                        |
| 5   | صدام حسين رئيس جمهورية العراق                                   |      | 1937–2006        | 16 تموز/يوليو 1979         | 9 نيسان/أبريل2003            | زالَ حُكمه إثر الغزو الأمريكي للعراق واحتلاله                                                             |
|     | سلطة الائتلاف المؤقتة (القائد: جاي غارنر, تلاه لاحقاً بول بريمر) |      | -                | 21 نيسان/أبريل 2003        | 28 حزيران/يونيو 2004         | إدارة مدنية معينة من قبل سلطات الاحتلال                                                                 |
| —   | غازي مشعل عجيل الياور الرئيس المؤقت لجمهورية العراق             |      | 1958–            | 28 حزيران/يونيو 2004       | 7 نيسان/أبريل 2005           | سلم السلطة سلمياً إلى الرئيس المنتخب جلال طالباني                                                        |
| 6   | جلال طلباني رئيس جمهورية العراق                                 |      | 1933–2017        | 7 نيسان/أبريل 2005         | 24 حزيران/يونيو 2014         | تعرض إلى مرض اقعده الفراش في 18 ديسمبر 2012. وانتهت ولايته دون ان يعود إلى ممارسة مهامه كرئيس للجمهورية |
| 7   | فؤاد معصوم رئيس جمهورية العراق                                  |      | 1938–            | 24 حزيران/يونيو 2014       | 2 تشرين الأول/أكتوبر 2018    | إنتهت ولايته القانونية وسلم الرئاسة سلمياً لبرهم صالح                                                    |
| 8   | برهم صالح رئيس جمهورية العراق                                   |      | 1960–            | 2 تشرين الأول/أكتوبر 2018  | 13 تشرين الأول / أكتوبر 2022 | إنتهت ولايته القانونية وسلم الرئاسة سلمياً لعبد اللطيف رشيد                                              |
| 9   | عبد اللطيف رشيد رئيس جمهورية العراق                             |      | 1944-            | 13 تشرين الاول/أكتوبر 2022 | حتى الان                     | |